# 经济增长
经济增长可以定義為經濟體生產的商品和服務經通貨膨脹調整後的市場價值隨時間的增長。傳統上，它是按實際國內生產總值或實際GDP的增長百分比來衡量的。更一般地來探討，經濟成長的涵義是指，在一定時間內，一個經濟體系生產內部成員生活所需要商品與勞務潛在生產力之擴大（亦即生產可能性曲線向外擴張）。生產力之成長主要決定於實質資本累數量累積與質量提升、人力資本累積、技術水準提升以及制度環境改善。因此，經濟成長也意涵決定生產力之諸多因素的擴展與改善。
增長通常以實際價格（即按通貨膨脹調整後的價格）計算，以消除通貨膨脹對製成品價格的扭曲影響。經濟增長的計量使用國民收入核算。由於經濟增長是按國內生產總值的年度百分比變化來衡量的，因此它具有該指標的所有優點和缺點。通常使用國內生產總值與人口或人均收入的比率來比較國家的經濟增長率。
經濟增長率是指一段時間內第一年和最後一年之間GDP的幾何年增長率。該增長率是該時期國內生產總值平均水平的趨勢，而忽略了圍繞該趨勢的國內生產總值的波動。
因投入的更有效利用（勞動，物質資本，能源或材料的生產率提高）而引起的經濟成長被稱為集約化增長。僅由可用投入量的增加（人口增加，新領土）引起的國內生產總值增長稱為廣泛增長。政策對經濟長期影響巨大，短期則有限。每年經濟的增速更多決定於人口結構，投資率，技術水平（決定主要是追趕還是創新）。
新商品和服務的開發也創造了經濟成長。

## 經濟成長的衡量
經濟成長的核算通常依靠GDP、GNP等統計數據。基本方法一般以本年度的GDP總量對比往年的GDP總量，而得出經濟增長的百分比。

## 國家促進經濟增長政策
也稱作“積極財政政策”。國家可以採取擴張性的利息、稅收、財政和匯率政策來增加經濟增長，但是每一種政策的作用都有其局限性。而且這些政策在本世紀上半期資本主義發展中起到了很大的作用，提出這一理論的凱恩斯也被稱為“資本主義的救星”。

### 調整利率政策
降低商業銀行的存貸款利率。這一政策將鼓勵公司貸款，這一部分貸款必將轉化為投資或資金流周轉，即消費。這一政策還可以降低通貨緊縮的危險。經濟學家非常害怕通貨緊縮，因為它將會帶來經濟衰退，並且當利率增加到一定程度以後將導致市面上流動性不足的情況。當通貨緊縮到來的時候，人們趨向於減少消費，因為通貨緊縮的特徵是價格降低，那麼控制當前消費就有可能節省開支。但是降低利息又會增加通貨膨脹或流動性過剩的危險。

### 稅收政策
- 降低個人或公司稅率。這種措施和降息一樣會促進公司投資和個人消費。個人消費的增加又反過通過創造需求來促進公司的發展。但是這樣做的危險是增加財政赤字。但是增加財政赤字不是必然的，因為稅率降低了，但是經濟增長了，徵稅的基數擴大了，關於它們之間的關係相見稅收。

### 财政政策
增加國家財政開支。這一措施將會同時創造就業機會、需求、有時會吸引投資。首先政府開支本身就是投資工程項目，這些項目創造了就業和對其他行業的需求，這些從業者又產生了新的需求，以此類推，理論上可以創造數倍於政府投資本身的經濟增長。這一政策相對於利息政策來說還具有如下優勢：加息的時候人們會把多餘的錢用於存款而不用於消費或者投資；而在增加財政開支的時候，我們確信增加的收入會大部分轉變成消費以滿足從業者的基本需求。另外人們處於個人應付經濟危機也必須有足夠的存款，具體數額根據國家具體的經濟局勢和社會保障情況各不相同。這一政策的缺點是擴大財政赤字，並且由於公共投資的目的必須明確，而且其效率經常受到質疑。

### 匯率政策
降低本國貨幣的匯率（低匯率政策，匯率，對低匯率政策的支持和反對意見，中央銀行如何調節本國貨幣的匯率）。這個政策將會增加出口，因為本國商品在國際市場上的價格變得更加便宜。出口的增加將會使生產商增加投資和創造就業機會從而也增加消費。缺陷在於，本國上在國際上的價格最終是由生產商決定的，如果生產商同時提價，則不能起到相應的作用，並且進口商品的價格會相應變得很高。長期實施低匯率政策會導致通貨膨脹。

## 經濟增長與發展
拉動國民經濟增長有三大要素，分別是投資、出口和消費。

### 零增长与负增长
零增长，有时候会表示为GDP与往年持平。而负增长则表示本年度的GDP低于往年，往往会被形容为“不景气”或经济衰退。零增长有时会被认为也是负增长，因为考虑到通货膨胀以及物价上涨的原因，同样数量的货币的购买力会低于往年。

### 经济增长≠发展
经济增长并不一定代表发展。批评家们往往会质疑经济增长的实际意义，其原因是因为经济增长的衡量尺度是GDP，而GDP的增长不一定代表了生产力的发展。举例来讲，A国每生产1吨钢材需要2吨的煤，而同样生产1吨钢材B国只要1吨的煤，那么从GDP的角度讲，假设这就是两国全部的经济事件，那么A国的GDP=1吨钢材+2吨煤，而B国的GDP=1吨钢材+1吨煤。所以A国的GDP是大过B国的，但是很显然A国的生产效率是落后于B国。這比喻有個繆誤GDP只計算最終價值，生產過程中不列入重複計算所以A國和B國GDP都是1頓成品鋼材的市價
另外一个著名的例子，假如美国高速公路上相向而来两辆汽车错身而过则对本年度GDP统计上不会有任何的影响；反而，如果两辆车发生了车祸，则需要出动警车，消防车，救护车，并且增加了清理路面的工作，保险金的赔偿以及未来新车的需求，这在GDP上可能会有上百万美元的增加。然而这一事件的本质是一个意外，而不是生产力的发展。但是這個比喻也有繆誤因為沒有考慮到汽車損失的折舊價值比出動救災而增加的需求和勞務價值更多，因而GDP在車禍中是淨損失的。更沒有考慮到用在救災上的額外花費會導致的其它消費預算的降低。因此GDP一樣是淨損失的。